# Wimbledon Open 1950
Die Wimbledon Open 1950 im Badminton fanden Ende Oktober 1950 in London statt.

## Finalergebnisse
| Disziplin    | Sieger                             | Finalist                   | Ergebnis            |
| ------------ | ---------------------------------- | -------------------------- | ------------------- |
| Herreneinzel | Eddy Choong                        | David Choong               | 15-12, 10-15, 15-10 |
| Dameneinzel  | Amy Choong                         | Betty Grace                | 11-5, 11-4          |
| Herrendoppel | Eddy Choong David Choong           |                            |                     |
| Damendoppel  | Queenie Webber Betty Uber          | Amy Choong Nancy Horner    | 15-3, 15-7          |
| Mixed        | David Choong Evelyn Windsor-Aubrey | Noel B. Radford Betty Uber | 15-17, 15-13, 15-7  |